# Science-Fiction-Jahr 1905
Übersicht

◄◄ | ◄ | 1901 | 1902 | 1903 | 1904 | Science-Fiction-Jahr 1905 | 1906 | 1907 | 1908 | 1909 | ► | ►►

Weitere Ereignisse

## Neuerscheinungen Literatur
| Deutscher Titel                                         | Deutschsprachiges Erscheinungsjahr | Originaltitel        | Autor              | Anmerkungen |
| ------------------------------------------------------- | ---------------------------------- | -------------------- | ------------------ | ----------- |
| 1906. Der Zusammenbruch der alten Welt                  | –                                  | –                    | Ferdinand Grautoff |             |
| Anno 2222 – Ein Zukunftstraum                           | -                                  | –                    | Albert Daiber      | Rezension   |
| Aspira                                                  | –                                  | –                    | Kurd Laßwitz       |             |
| Das Thal der Glücklichen                                | –                                  | –                    | Leopold Engel      |             |
| Der Einbruch des Meeres                                 | 1905                               | L’Invasion de la mer | Jules Verne        |             |
| Der Geburtstag des sozialdemokratischen Zukunftsstaates | –                                  | –                    | Ernst Moser        |             |
| Die letzten Menschen                                    | –                                  | –                    | Friedrich Jacobsen |             |
| Die Marsreise                                           | –                                  | –                    | Adolf May          |             |
| Eine Automobilfahrt in die Zukunft                      | –                                  | –                    | Georg Rothgießer   |             |
| Im Jahre 2120                                           | –                                  | –                    | F. A. Braeunert    |             |
| Im Jahre 2356                                           | –                                  | –                    | Wilhelm Fischer    |             |
| Im Zukunftsstaat                                        | –                                  | –                    | L. Albert          |             |
| Masonia                                                 | –                                  | –                    | Diedrich Bischoff  |             |
| Passyrion über Deutschland                              | –                                  | –                    | Paul Oswald Köhler |             |
| Technische Märchen                                      | –                                  | –                    | Hans Dominik       |             |
| Unter Marsmenschen                                      | –                                  | –                    | Oskar Hoffmann     |             |

## Geboren
- Claus Eigk, Pseudonym von Hartmut Bastian († unbekannt)
- Edna Mayne Hull († 1975)
- Irmgard Keun († 1982)
- Günther Krupkat († 1990)
- Noel Loomis († 1969)
- Festus Pragnell († 1977)
- Ayn Rand († 1982)
- Eric Frank Russell († 1978)
- Wiktor Saparin († 1970)
- Stefan Tita († 1977)
- Rex Warner († 1986)

## Gestorben
- Julius Stinde (* 1841)
- Jules Verne (* 1828; gilt neben anderen als einer der Begründer der Science-Fiction-Literatur)